# Pilosocereus leucocephalus
Espèce
Classification APG II (2003)
Statut de conservation UICN

 LC  : Préoccupation mineure
Statut CITES
Pilosocereus leucocephalus est une espèce de plantes à fleurs de la famille des Cactaceae (les cactus).
Elle est originaire d'Amérique (Mexique, Guatemala et Honduras).
Les fleurs sont blanches ou roses.

## Synonymes
- Pilocereus leucocephalus
- Cephalocereus leucocephalus
- Cereus cometes
- Cephalocereus cometes
- Pilosocereus cometes
- Cehpalocereus maxonii
- Pilosocereus maxonii
- Cephalocereus palmeri
- Pilosocereus palmeri
- Cephalocereus sartorianus
- Pilosocereus sartorianus
- Pilocereus tehuacanus
- Pilosocereus tehuacanus

## Galerie

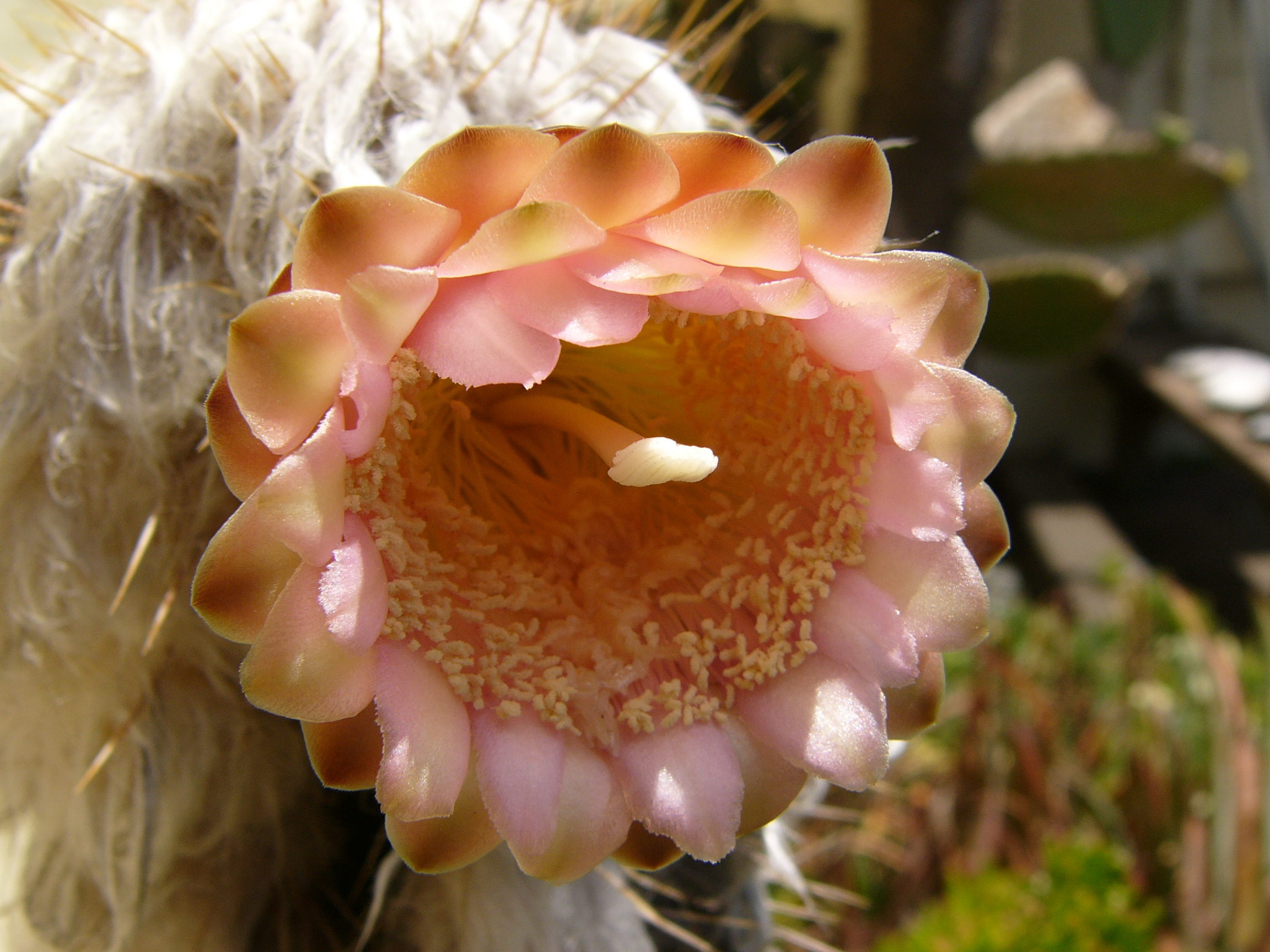
Fleur.